# Micranthes
Micranthes es un género de plantas fanerógamas perteneciente a la familia Saxifragaceae. Anteriormente estaba incluida en el género Saxifraga hasta que recientes evidencias de DNA mostraron que los miembros del género Micranthes están más estrechamente relacionados con Boykinia y  Heuchera que con otros miembros de Saxifraga.
Todos los miembros son herbáceos, con prominencia de las hojas basales. Se encudentra en regiones árticas y alpinas.

## Taxonomía
El género fue descrito por Adrian Hardy Haworth y publicado en Synopsis plantarum succulentarum... 320–321. 1812.

## Especies
- Micranthes apetala
- Micranthes aprica
- Micranthes astilbeoides
- Micranthes atrata
- Micranthes benzilanensis
- Micranthes brachypetala
- Micranthes bryophora
- Micranthes californica
- Micranthes calycina
- Micranthes careyana
- Micranthes caroliniana
- Micranthes cismagadanica
- Micranthes clavistaminea
- Micranthes clusii
- Micranthes davidii
- Micranthes davurica
- Micranthes divaricata
- Micranthes dungbooi
- Micranthes engleri
- Micranthes eriophora
- Micranthes ferruginea
- Micranthes foliolosa
- Micranthes fragosa
- Micranthes fusca
- Micranthes gageana
- Micranthes gormanii
- Micranthes hieracifolia
- Micranthes hitchcockiana
- Micranthes howellii
- Micranthes idahoensis
- Micranthes integrifolia
- Micranthes jamalensis
- Micranthes japonica
- Micranthes kermodei
- Micranthes laciniata
- Micranthes lumpuensis
- Micranthes lyallii
- Micranthes manchuriensis
- Micranthes marshallii
- Micranthes melaleuca
- Micranthes melanocentra
- Micranthes merkii
- Micranthes mexicana
- Micranthes micranthidifolia
- Micranthes nelsoniana
- Micranthes nidifica
- Micranthes nivalis
- Micranthes nudicaulis
- Micranthes oblongifolia
- Micranthes occidentalis
- Micranthes odontoloma
- Micranthes oregana
- Micranthes pallida
- Micranthes palmeri
- Micranthes paludosa
- Micranthes parvula
- Micranthes pensylvanica
- Micranthes petiolaris
- Micranthes pluviarum
- Micranthes pseudoparvula
- Micranthes purpurascens
- Micranthes razshivinii
- Micranthes redofskyi
- Micranthes reflexa
- Micranthes rhomboidea
- Micranthes rubriflora
- Micranthes rufidula
- Micranthes sachalinensis
- Micranthes spicata
- Micranthes staminosa
- Micranthes stellaris
- Micranthes subapetala
- Micranthes svetlanae
- Micranthes tempestiva
- Micranthes tenuis
- Micranthes texana
- Micranthes tilingiana
- Micranthes tischii
- Micranthes tolmiei
- Micranthes unalaschcensis
- Micranthes ursina
- Micranthes virginiensis
- Micranthes zekoensis